# Simple Life
Simple Life è un brano composto ed interpretato da Elton John; il testo è di Bernie Taupin.

## Il brano
La canzone costituisce la prima traccia del celebre album del 1992 The One; influenzata dall'elettronica molto in voga all'inizio degli anni Novanta, mette in evidenza Elton e Mark Taylor alle tastiere. Olle Romo si occupa della batteria e delle percussioni, mentre Adam Seymour si cimenta alle chitarre. Pino Palladino è presente al basso. Il testo di Bernie Taupin significa letteralmente Vita Semplice, e può rincondursi alle vicende personali di Elton, che all'epoca si era appena ristabilito dalla dipendenza da alcool e droghe e dalla bulimia.
Simple Life fu distribuita come ultimo estratto dell'album The One, nel 1993; raggiunse una #44 UK e una #30 USA, ma anche una #3 canadese. Nella classifica statunitense della musica Adult contemporary, inoltre, raggiunse addirittura la prima posizione.

## I singoli
Singolo 7" (UK)
1. "Simple Life" - 4:57
2. "The Last Song" - 3:18

Singolo in CD (promo, UK)
1. "Simple Life" - 4:59
2. "The Last Song" - 3:21
3. "The North" - 5:15

Singolo in CD (UK)
1. "Simple Life" - 5:00
2. "The Last Song" - 3:18
3. "The North" - 5:14

Singolo 7" (USA)
1. "Simple Life" - 4:59
2. "The North" - 5:14

Singolo in CD (promo, USA)
1. "Simple Life" (Hot Mix) - 5:00
2. "Simple Life" (Original Mix) - 5:00
3. "Simple Life" (Album Version) - 6:24

## Formazione
- Elton John: voce, tastiere
- Olle Romo: batteria, percussione, programming
- Adam Seymour: chitarre
- Mark Taylor: tastiere
- Pino Palladino: basso